# Куидо Ланзаат
Куидо Ланзаат (нид. Quido Lanzaat) е нидерландски футболист, защитник. Роден е на 30 септември 1979 в Амстердам, Нидерландия. Юноша е на Аякс. Има един мач за първия отбор за първенство и е записал мачове за Аякс в Шампионската лига и Купата на УЕФА. През 1999 преминава в Борусия Мьонхенгладбах, където е изиграл 11 мача. През 2002 преминава в „Алемания“ Аахен (47 мача и 4 гола), с който е финалист за Купата на Германия, а през 2004 - в Мюнхен 1860 (30 мача). От 2006 е играч на Дуисбург, а от юни 2007 е играч на ПФК ЦСКА (София). Висок е 1,86 м и тежи 82 кг. Има над 50 мача за младежките формации на Холандия. Шампион на България за 2008 г. с ЦСКА. През декември 2008 г. напуска ЦСКА. От 2009 г. е играч на немския ФК Карл Цайс Йена.